# رمارول
رمارول (انگلیسی: Remarul) شرکت ترابری رومانیایی است، که در سال ۱۸۷۰ تأسیس شد.